# Jacques Schmid
Jacques Schmid (* 2. April 1882 in Altstetten; † 7. September 1960 in Solothurn) war ein Schweizer Politiker (Sozialdemokratische Partei). Von 1917 bis 1955 gehörte Schmid dem Nationalrat an, von 1931 bis 1949 zudem dem Regierungsrat des Kantons Solothurn.

## Leben
Jacques Schmid wurde in Altstetten geboren. Seine Eltern stammten aus Urdorf, der Vater war Bahnangestellter. Als er das Alter seiner Einschulung erreicht hatte, verlor Schmid seine Mutter, die an Tuberkulose starb. Seinen Berufswunsch, Bildhauer zu werden, verweigerte ihm der Vater, der an den Erwerbsmöglichkeiten einer Tätigkeit als Künstler zweifelte. Jacques Schmid begann eine Lehre als Schriftsetzer, zuerst beim Anzeigeblatt Der Limmattaler, dann in Burgdorf BE, wo er nach drei Jahren die Lehrlingsprüfung bestand. Im Alter von 18 Jahren ging er auf Wanderschaft durch Frankreich und Deutschland. Nach dem Besuch der Rekrutenschule begab er sich nach Wiesbaden, von wo er für die Unteroffiziersschule in die Schweiz zurückgerufen wurde. Als 1906 in Albisrieden ein Streik bei den Automobilwerken Arbenz stattfand, wurden von der Zürcher Regierung Truppen aufgeboten. Schmid gehörte als Korporal zu einem Regiment, das als „neutrale Macht“ zwischen die Arbeiter und den Unternehmer gestellt werden sollte. Als Soldaten seiner Gruppe zu Handlangerarbeiten herangezogen wurden, verbot er ihnen diese Streikbrecherarbeit und intervenierte, als Polizisten und Militär gegen Streikposten gewalttätig wurden. Schmid musste sein Gewehr abgeben und wurde abgeführt. Eine Protestschrift Schmids an den Regierungsrat des Kantons Zürich blieb ergebnislos. In der Folge verweigerte er 1907 den Dienst und wurde zu sechseinhalb Monaten Gefängnis verurteilt.
Danach war Schmid als Sekretär der Arbeiterunion Zürich und ab 1910 als Redaktor der sozialdemokratischen Zürcher Zeitung Volksrecht tätig. 1911 ging er nach Olten im Kanton Solothurn, wo er die Redaktion der Neuen Freien Zeitung (später umbenannt in Das Volk) übernahm und für die folgenden 20 Jahre innehatte. Olten war damals ein Zentrum sozialdemokratischer Arbeiterzeitungen; neben der solothurnischen Neuen Freien Zeitung erschienen auch Der freie Aargauer und die luzernische Zeitung Der Demokrat in der Oltner Buchdruckerei Trösch. Diese drei Zeitungen unterschieden sich inhaltlich nur im Lokalteil; für ihren allgemeinen Teil war Schmid verantwortlich. Seit 1920 erschien die Neue Freie Zeitung unter ihrem neuen Namen Das Volk, während die anderen beiden Blätter in ihre jeweilige Region zogen.
Während des Ersten Weltkriegs positionierte Schmid die Neue Freie Zeitung auf der Seite der Entente und gegen die Mittelmächte, während die freisinnigen und konservativen Blätter des Kantons Solothurn eine deutschfreundliche Haltung pflegten. Bereits am 6. Januar 1916 erklärte Schmid in einem Leitartikel, dass Deutschland den Krieg verlieren werde. Die russische Februarrevolution von 1917 wurde von Schmid begeistert gefeiert. Seine im Februar 1918 verfasste Schrift Die Erdrosselung der sozialen Revolution in Russland durch den deutschen Militarismus erregte einiges Aufsehen. Ernst Nobs, der erste sozialdemokratische Bundesrat der Schweiz, erinnerte sich an Schmid bei der Neuen Freien Zeitung als jungen Redaktor „mit dichtem Haarschopf, glühenden Augen, viel Temperament und einer sehr giftigen Feder.“
Von der bürgerlichen Presse, insbesondere von der freisinnigen Solothurner Zeitung, wurde Schmid in diesen Jahren heftig angegriffen. So sollte Schmid im Februar 1918 einen Vortrag in Genf halten, der allerdings nicht wie geplant stattfinden konnte. Die Solothurner Zeitung, über die Verschiebung nicht informiert, liess einen angeblichen Bericht über den gar nicht gehaltenen Vortrag erscheinen, in dem behauptet wurde, der „rote Mephisto“ und „unverantwortliche Hetzer“ Schmid habe eine „blutrünstige Brandrede“ gehalten, wonach sich „der anarcho-sozialistische Agitator … bei Wein und Braten gütlich getan“ habe. Zur Zeit der Spanischen Grippe wurde Schmid wie den Streikenden des Landesstreiks 1918 insgesamt gar vorgeworfen, für die „Bolschewistenseuche“ genannte Grippewelle verantwortlich zu sein. In Wirklichkeit vertrat Schmid eher gemässigte Standpunkte. Beispielsweise trat er anfänglich sowohl gegen die Ablehnung der Landesverteidigung als auch gegen das Postulat der Diktatur des Proletariats auf, fügte sich aber in diesen Punkten den Mehrheitsbeschlüssen der Partei. Er verstand sich dabei jedoch immer als Marxist.
1912 war Jacques Schmid in den Solothurner Kantonsrat gewählt worden. Nach den Parlamentswahlen 1917 gehörte er bis 1955 auch dem Nationalrat an. Er entfaltete eine grosse parlamentarische Tätigkeit und war Mitglied mehrerer ständiger Kommissionen. Als Ende 1930 Hans Affolter, der erste sozialdemokratische Regierungsrat des Kantons Solothurn, zum Bundesrichter gewählt wurde, nominierte die Solothurner SP Schmid als Regierungsratskandidaten. Gegen heftigen Widerstand von bürgerlicher Seite wurde Schmid am 8. Februar 1931 im zweiten Wahlgang gewählt. Die Bürgerlichen hatten im Bestreben, Schmid als Regierungsrat zu verhindern, mehrere andere SP-Politiker als akzeptable Kandidaten ins Gespräch gebracht; die Solothurner Freisinnigen einigten sich für den zweiten Wahlgang auf Arnold Kamber, der jedoch nicht bereit war, ein Amt ohne Mandat seiner Partei zu akzeptieren.
Dem solothurnischen Regierungsrat gehörte Schmid bis 1949 als Vorsteher des Finanzdepartements an. 1934, 1939, 1944 und 1949 amtete er als Landammann. Schmid war Nationalratspräsident für das Jahr 1950. Als Regierungsrat brachte er mehrere grosse Reformen zur erfolgreichen Volksabstimmung, darunter 1939 ein neues Steuergesetz, das dem Kanton in finanziell äusserst schwieriger Lage wesentlich erhöhte Steuereinnahmen brachte, und 1941 eine Reform der Beamtenbesoldung, durch die eine Verbesserung der Lohnsituation des Staatspersonals herbeigeführt wurde.
Neben seiner politischen Tätigkeit verfasste Jacques Schmid auch Gedichte, Romane und Erzählungen. Er war mit der aus Deutschland stammenden Dina von Hayn verheiratet, die in der Arbeiterinnenbewegung aktiv war.

## Wirkung
Jacques Schmid spielte eine prägende Rolle für die SP des Kantons Solothurn, der er von 1912 bis 1936 vorstand. Auch von seinen politischen Gegnern wurde Schmid in ihren Nachrufen als bedeutender Staatsmann gewürdigt. So schrieb die Solothurner Zeitung: «Er darf die Augen im Bewusstsein geschlossen haben, dass sein Einsatz nicht vergeblich war, und dass, wer dem Volk so gedient hat wie er, seine Spuren im Volk hinterlassen wird.»

## Werke
- Verteidigungsrede des Exkorporals Jacques Schmid. Vor Kriegs-Gericht, 22. März 1907. F. Hinnen, Zürich 1907.
- Kritik der freisinnigen Arbeiterpolitik im Kanton Solothurn. Buchdruckerei der „Neuen Freien Zeitung“, Olten 1913.
- In Waffenlärm und Kriegesbrand. Gedichte. Selbstverlag, Olten 1914.
- Vorwärts! Die schweizerische Arbeiterschaft unter dem Burgfrieden; Der europäische Krieg und die Sozialdemokratie. SP des Kantons Solothurn, Olten 1915.
- Die Erdrosselung der sozialen Revolution in Russland durch den deutschen Militarismus. Buchdruckerei der „Neuen Freien Zeitung“, Olten 1918.
- Vor, während und nach dem Generalstreik. Buchdruckerei der „Neuen Freien Zeitung“, Olten 1919.
- Die kommunistische Internationale (Dritte Internationale) und wie stellen wir uns zu ihr? Buchdruckerei W. Trösch, Olten 1919.
- Das rote Dorf. Sozialer Roman. Hambrecht, Olten 1922.
- Gerechtigkeit. Sozialer Roman. Selbstverlag, Olten 1925.
- 100 Jahre freisinnige Herrschaft im Kanton Solothurn. Genossenschafts-Druckerei, Olten 1930.
- Heitere Volkstümlichkeiten in Vers und Lied. Verlag von Ernst Kempter, Muzzano-Lugano 1933.
- Granita. Eine Erzählung aus der Zeit des Zweiten Weltkrieges. Hauenstein-Verlag, Olten 1951.
- Unterwegs 1900–1950. Erfahrungen und Erkenntnisse. Hauenstein-Verlag, Olten 1953.
- Familie Noth. Lebensbilder zeigen, wie das Schicksal mit den Menschen spielt. Hauenstein-Verlag, Olten 1956.